# Pyrenophora lolii
Pyrenophora lolii Dovaston – gatunek grzybów z klasy Dothideomycetes. Grzyb mikroskopijny, pasożyt powodujący chorobę roślin o nazwie brunatna helmintosporioza traw.

## Systematyka i nazewnictwo
Pozycja w klasyfikacji według Index Fungorum: Pyrenophora, Pleosporaceae, Pleosporales, Pleosporomycetidae, Dothideomycetes, Pezizomycotina, Ascomycota, Fungi.
Po raz pierwszy opisała go w 1948 r. Dovaston. Synonimy:
- Helminthosporium siccans Drechsler 1923
- Drechslera siccans (Drechsler) Shoemaker 1959

## Morfologia i rozwój
Cechy makroskopowe
Na zainfekowanych liściach powstają elipsoidalne, brązowe plamy. W hodowli średnica kolonii osiąga 7 cm po 5 dniach na PDA. Kolor kolonii jest ciemnobrązowy, a szara grzybnia powietrzna rozwija się później.
Cechy mikroskopowe
Konidiofory, czerwonobrązowe, długie i wąskie, poszerzone u nasady, zwykle pojawiające się pojedynczo. Na szczycie każdego powstaje grupa 7–20 konidiów konidiów. Długość konidioforów 120–140 µm, podstawa poszerzona, kulista, o szerokości 10–20 µm. Konidia 10–20 µm × 48–10 µm, cylindryczne, proste, prawie okrągłe na obu końcach, bladożółtobrązowe, często z 3–8 pseudoseptami. Długość i szerokość każdej komórki konidium wynosi 10 do 20 µm.

## Występowanie
Podano jego stanowiska w Ameryce Północnej, Europie, Afryce, Australii i na Nowej Zelandii, także w Polsce. Występuje na niektórych trawach, w tym na kostrzewie (Festuca spp.), życicy (Lolium spp.), kupkówce (Dactylis spp.), owsie zwyczajnym (Avena sativa) i pszenicy zwyczajnej (Triticum aestivum).